# Lộc Hòa, Long Hồ
Lộc Hòa là một xã cũ thuộc huyện Long Hồ, tỉnh Vĩnh Long, Việt Nam.

## Địa lý
Xã Lộc Hoà có diện tích 10,9 km², dân số năm 1999 là 9.415 người, mật độ dân số đạt 864 người/km².

## Hành chính
Xã Lộc Hòa được chia thành 8 ấp: An Hiệp, Long Bình, Long Hòa, Phước Bình, Phước Hiệp, Phước Long, Phước Tân, Phước Thạnh.